# Tiberius
Tiberius Julius Caesar Augustus (geboortenaam: Tiberius Claudius Nero; Rome, 16 november 42 v.Chr. – Miseno, 16 maart 37 n.Chr.) was de tweede princeps van Rome, als opvolger van Imperator Caesar Augustus. Na de vroegtijdige dood van Augustus' twee kleinzonen en geadopteerde erfgenamen, Gaius Julius Caesar en Lucius Julius Caesar, de zonen van Julia (dochter van Augustus) en generaal Agrippa, werd Tiberius aangewezen als opvolger van Augustus. 
Daarvoor had Tiberius bewezen een bekwaam diplomaat en een van de meest succesvolle Romeinse generaals te zijn: zijn veroveringen van Pannonia, Dalmatië, Raetia en (tijdelijk) delen van Germania legden de basis voor de noordelijke grens van het rijk.
Ondanks zijn schitterende carrière, voordat hij princeps werd, zou hij de geschiedenis ingaan als een introvert, laf en wantrouwig heerser. Plinius Maior noemde hem tristissimus hominum (« de somberste van alle mensen »).

## Biografie

### Geboorte
Tiberius Claudius Nero werd geboren op 16 november 42 v.Chr. als zoon van Tiberius Claudius Nero en Livia Drusilla op de Palatijn. Zijn moeder was zestien jaar oud, terwijl zijn vader - die een senator was en dat jaar tevens praetor - dertig jaar ouder was dan zijn echtgenote. Zijn ouders waren beiden telgen van de oude patricische gens Claudia.

### Jeugd

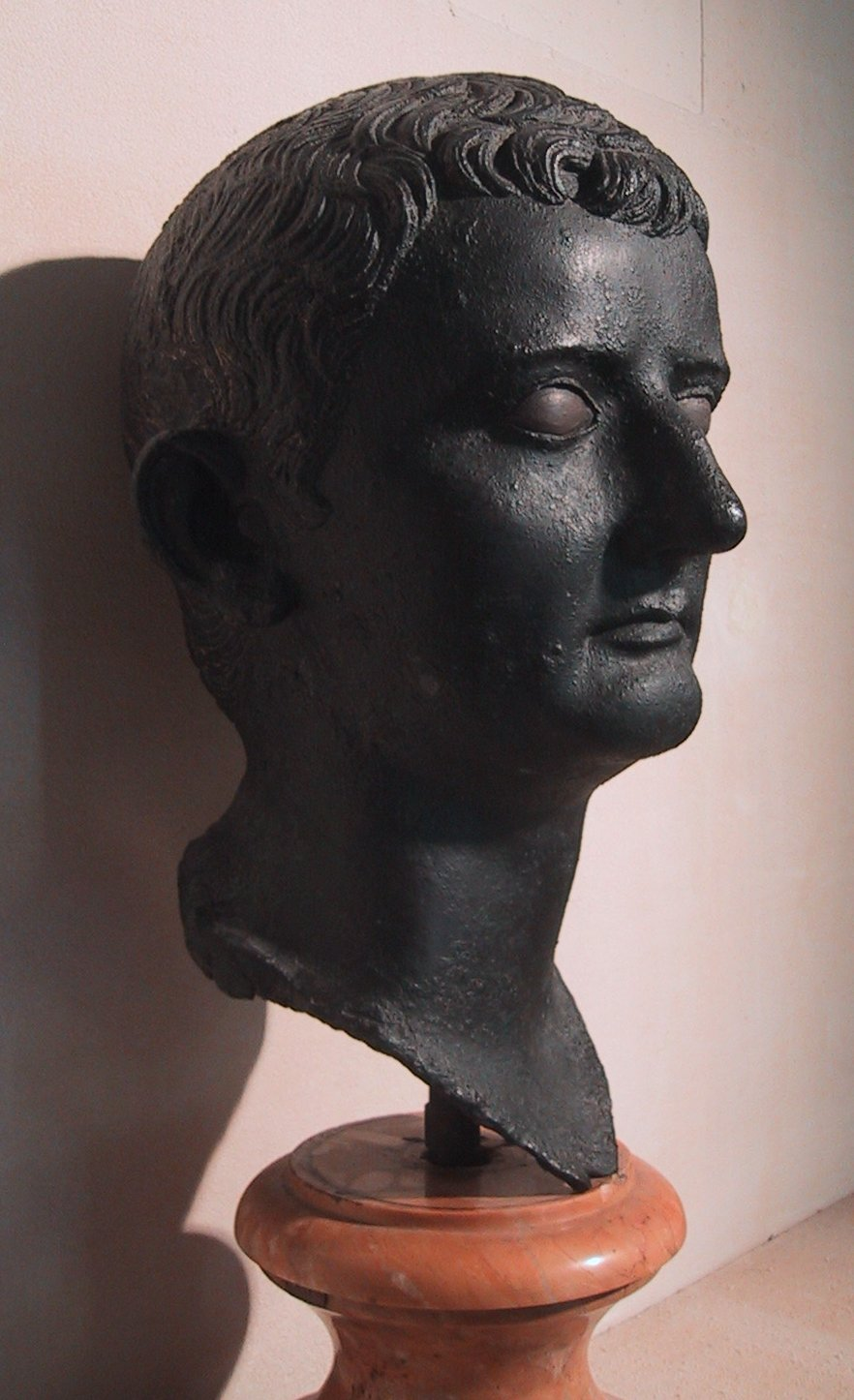
Een realistische buste van een jonge Tiberius Claudius Nero (ca. 22 v.Chr., gevonden op Minorca in 1759, Cabinet des Médailles).

Toen hij twee jaar oud was, moest Tiberius samen met zijn moeder en vader vluchten voor de triumviri (driemannen) van het Tweede Triumviraat. Hij zou door zijn gehuil zelfs zijn eigen leven - en dat van zijn ouders - in gevaar hebben gebracht. Toen zijn ouders bij de Lakedaimoniërs (Spartanen) verbleven - die van oudsher goede relaties onderhielden met de Claudii - werden Tiberius en Livia door vuur bedreigd. Deze dramatische verandering in zijn leven zou de jonge Tiberius voor het leven tekenen. Van Pompeia Magna ontving hij een chlamys, fibula en gouden bulla.
Hij werd onderwezen in Griekse en Latijnse literatuur door zijn meester in retorica Theodorus van Gadara.

### Terugkeer naar Rome en hertrouwen van Livia met Octavianus
Toen Tiberius Claudius Nero met zijn zwangere vrouw terugkeerde naar Rome na de afkondiging van amnestie door de triumviri, werden hij en zijn vrouw uitgenodigd op een diner waar ook Octavianus (de latere princeps Augustus) aanwezig zou zijn. Getroffen door Livia's schoonheid bracht hij Tiberius ertoe te scheiden van zijn vrouw - terwijl hijzelf van zijn eigen vrouw scheidde, die net hun dochter Julia ter wereld had gebracht - en huwde Livia in 38 v.Chr.. 
Haar zoon Tiberius werd dus de stiefzoon van een van de mannen voor wie hij als tweejarige had moeten vluchten met zijn ouders.
Hij zou, terug aangekomen in Rome, zijn toga virilis hebben ontvangen. Bovendien zou hij bij testament worden geadopteerd door de senator Marcus Gallius, wiens erfenis hij aanvaardde maar wiens naam hij al snel liet vallen daar deze anti-Augustus was geweest. In 35 v.Chr. hield hij als negenjarige op de rostra een eulogie voor zijn overleden vader.

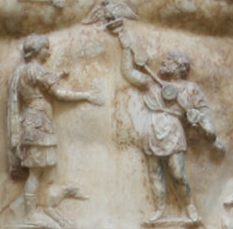
Tiberius neemt de veldtekenen van Crassus in ontvangst (detail van de Augustus van Prima Porta, Vaticaanse musea).

In 29 v.Chr. bereed hij het linker paard naast de strijdwagen van Octavianus in diens triomftocht voor de overwinning in de slag bij Actium. In 24 v.Chr. werd hij quaestor en werd voor hem een uitzondering gemaakt om zich, vijf jaar eerder dan de wet het voorschreef, kandidaat te stellen als praetor en quaestor.
Daar Tiberius een aanleg voor militaire zaken toonde, werd hij ingezet voor verscheidene militaire diensten. In 20 v.Chr. werd hij door Augustus uitgezonden om Tigranes op de troon van Armenia te herstellen. Het was tijdens deze campagne dat Horatius een van zijn epistels richtte tot Julius Florus, die toen diende onder Tiberius.

### Eerste huwelijk

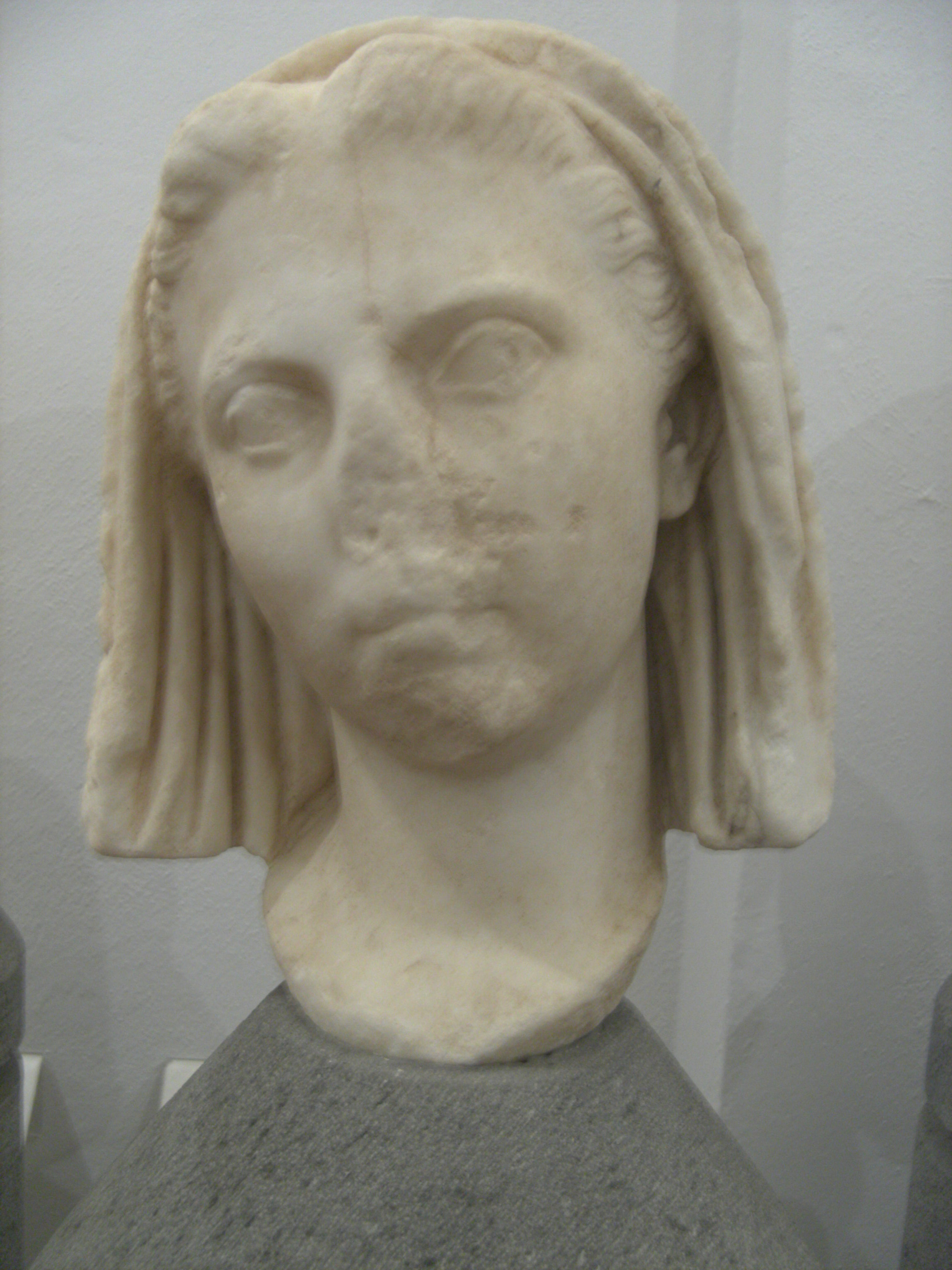
Postuum portret van Vipsania Agrippina als moeder van Drusus minor (Museo Nazionale Archeologico delle Marche in Grosseto)

In 19 v.Chr. trouwde Tiberius met Vipsania Agrippina, dochter van Marcus Vipsanius Agrippa en Caecilia Attica, met wie hij zelfs voor haar eerste verjaardag was verloofd (ca. 36 v.Chr.). Deze verloving was waarschijnlijk geregeld door Tiberius' moeder Livia Drusilla en Vipsania's grootvader langs moederskant Titus Pomponius Atticus.
Hoewel het een gearrangeerd huwelijk was, was het een gelukkige verbintenis en Tiberius was erg gesteld op zijn vrouw. Hun gearrangeerde huwelijk bond bovendien de Claudii aan de Vipsanii wiens pater familias Marcus Vipsanius Agrippa, de rechterhand en vriend van de princeps Augustus, was. In 15 v.Chr. werden Tiberius en zijn broer Drusus in beslag genomen door hun strijd tegen de Raeti, en de wapenfeiten van de twee broers werden bezongen door Horatius.
Kinderen uit het eerste huwelijk
Op 7 oktober in 14 of 13 v.Chr., het jaar waarin Tiberius samen met zijn schoonbroer Publius Quinctilius Varus consul was, schonk Vipsania leven aan een zoon: Drusus Claudius Nero. In 12 v.Chr. was Vipsania weer zwanger. We weten echter niet of het een jongen of een meisje was, want toen Vipsania's vader heel onverwachts stierf moest Tiberius haar stiefmoeder, die nu weduwe was en eveneens zwanger huwen.

### Eerste echtscheiding

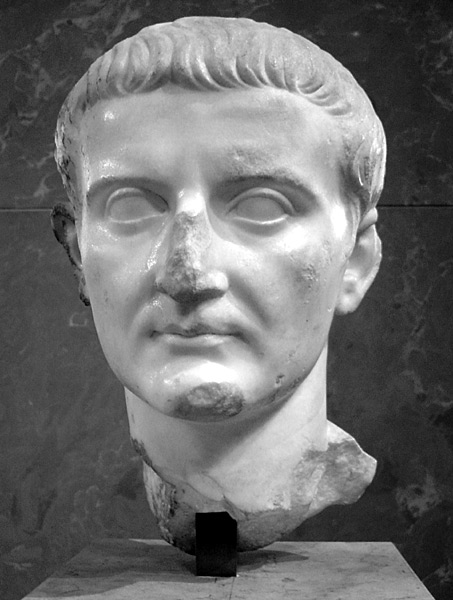
Buste van een jongere Tiberius (Louvre).

Na de dood van Tiberius' schoonvader Marcus Vipsanius Agrippa op 20 maart 12 v.Chr., meende Augustus dat zijn eigen zwangere dochter moest hertrouwen. Hij overwoog verscheidene kandidaten - waaronder zelfs equites - maar na een lange tijd, koos hij uiteindelijk Tiberius als zijn nieuwe schoonzoon. Daarop moest deze van zijn geliefde echtgenote Vipsania scheiden, om met zijn stiefzus en (stief)schoonmoeder Julia, die had getracht hem te verleiden terwijl ze nog getrouwd was met Agrippa, te trouwen. De scheiding vond waarschijnlijk in 11 v.Chr. plaats.
In datzelfde jaar voerde Tiberius, terwijl zijn broer Drusus tegen de Germanen vocht, oorlog tegen de Dalmatiërs en Pannoniërs. Drusus kwam te sterven in 9 v.Chr., ten gevolge van een val van zijn paard. Toen het nieuws hem bereikte, stuurde Augustus Tiberius naar Drusus, die nog net op tijd was om hem levend aan te treffen. Tiberius, die erg gehecht was aan zijn broer, bracht zijn lichaam terug naar Rome, waarvoor hij werd geprezen door Valerius Maximus. Tiberius hervatte de oorlog in Germania die door zijn broer was begonnen en stak daarbij de Rijn over. Om de druk op de Midden-Rijn te verminderen, stond hij ongeveer 40.000 Sicambri en Suebi toe zich te vestigen op de linker oever van de Rijn. Hij zou in 8 of 7 v.Chr. een triomftocht houden. In 7 v.Chr. werd hij voor de tweede keer consul. Het jaar daarop werd aan Tiberius de tribunicia potestas toegekend en werd Armenia toegewezen, waarover men sinds de dood van Tigranes in grote onzekerheid verkeerde.

### Tweede huwelijk
In 11 v.Chr. huwde Tiberius zoals gezegd zijn stiefzuster Julia Caesaris maior. Hoewel hij trachtte het huwelijk te doen werken, groeiden ze uit elkaar na een miskraam van Julia in 11 v.Chr. Toen hij toevallig in Rome zijn ex-vrouw, die hertrouwd was met Gaius Asinius Gallus, op straat tegenkwam, barstte hij in tranen uit en volgde haar tot aan haar huis. Na dit incident verbood Augustus hem haar ooit nog weer te zien.
Tiberius' eerste ballingschap
In 6 v.Chr. trok Tiberius zich vrijwillig terug op het eiland Rhodos, mogelijk omwille van de losbandige levenswandel van zijn echtgenote en om conflicten met Gaius Julius Caesar Vipsanianus en Lucius Julius Caesar Vipsanianus, Augustus' erfgenamen, te vermijden. Zijn zoon liet hij achter te Rome. Hier vond hij rust en vrede, waar hij zich bezighield met retorische en filosofische studies.

### Tweede echtscheiding
In 2 v.Chr. ontdekte Augustus de overspelige relaties van zijn dochter Julia en zond haar in naam van Tiberius de scheidingspapieren. Vervolgens verbande hij haar naar het eiland Pandateria, waarnaar haar moeder Scribonia haar vrijwillig vergezelde. Toch keerde Tiberius niet terug naar Rome.

### Adoptie door Augustus
Na de dood van Augustus' kleinzoons Lucius Julius Caesar Vipsanianus en Gaius Julius Caesar Vipsanianus in respectievelijk 2 en 4 n.Chr. werden op 26 juni 4 n.Chr., twee dagen na het populistische festival van Fors Fortuna, Tiberius en Marcus Vipsanius Agrippa Postumus, de zoon van zijn ex-vrouw, door adrogatio geadopteerd door Augustus. Tiberius werd echter wel aangespoord door Augustus om zijn neef Germanicus te adopteren, alvorens zelf te worden geadopteerd. Hierdoor kreeg Augustus naast twee zoons, ook twee kleinzoons erbij: Germanicus en Drusus minor. Tiberius ontving in datzelfde jaar ook de tribunicia potestas en een imperium proconsulare maius om campagne te voeren in Germania.
Samen met Tiberius trok de jonge eques (Gaius ?) Velleius Paterculus, wiens latere geschiedwerk ons is overgeleverd, als praefectus equitum mee naar Germania. Tiberius zou datzelfde jaar nog Germania zijn binnengedrongen tot aan de Wezer en zou zijn winterkamp hebben opgetrokken aan de bron van de Lippe (hij was hiermee de eerste Romein om te overwinteren in Germania). Hij onderwierp de Cananefaten, Chattuariërs en Bructeren en aanvaarde de overgave van de Cherusken. Hij zou begin 5 n.Chr. de Longobarden bevechten door met een Romeinse vloot de Elbe op te varen. Hij zou vervolgens ook met de Semnones en de Hermunduren strijden, waarna Tiberius zijn kamp opsloeg aan de oevers van de Elbe en daar een gezant van de Germanen ontving. Velleius Paterculus besluit zijn relaas over deze campagne met de woorden: « Niets was nu in Germania, dat zou kunnen worden overwonnen, behalve het volk van de Marcomannen ».
In 6 n.Chr. zou Tiberius zich met twaalf legioenen onder zijn bevel klaarmaken om de strijd met Maroboduus, de koning van de Marcomanni, aan te gaan. Maar door de opstand in Pannonia zou Tiberius worden teruggeroepen en werd er vrede gesloten met Maroboduus.
Drie jaar lang - van 6 tot 9 n.Chr. - zou Tiberius (die regelmatig werd teruggeroepen uit Pannonia) de opstand bestrijden met vijftien legioenen en evenveel auxiliae onder zijn bevel.

### Begin van Tiberius' regering

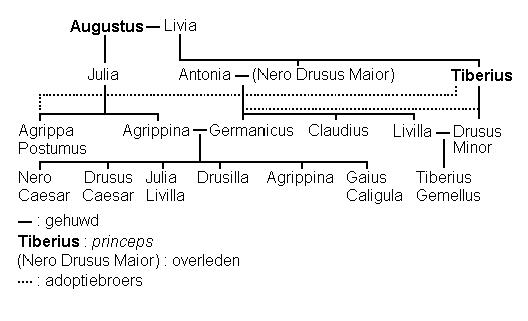
De leden van de Julisch-Claudische dynastie in 14 n.Chr.

Toen Augustus op 19 augustus 14 n.Chr. in Nola kwam te sterven, werd Tiberius teruggeroepen, die nog maar pas samen met hem de census had afgesloten met een lustrum en onderweg was naar Illyria. Hij was de gedoodverfde opvolger van Augustus en Rome wachtte in spanning af wat Tiberius nu zou doen.
Het is moeilijk te bepalen wanneer Tiberius' regering nu precies begon. Het wordt echter algemeen aanvaard dat 17 september 14 n.Chr. hierbij een kritiek moment was. Tijdens de senaatszitting van 17 september werd de consecratio (vergoddelijking) van Augustus goedgekeurd en het testament van Augustus voorgelezen. Tiberius erfde twee derde van Augustus' immense fortuin, legaten voor het volk en de legioenen niet meegerekend. De senaat wilde Tiberius' positie bespreken, maar Tiberius aarzelde. Het feit dat de legioenen in Germania en Pannonia toen ze het overlijden van Augustus vernamen in opstand kwamen, heeft hier mogelijk een rol in gespeeld. Desalniettemin had Tiberius, tegen de tijd dat Germanicus en Drusus de muiterij onder de legioenen in Germania en Pannonia hadden onderdrukt, de touwtjes van het Imperium Romanum stevig in handen.
De eerste jaren van zijn regering waren voorspoedig, maar door zijn strenge en rechtlijnige politiek kwam hij in conflict met de senatoren, die hij veelal gebrek aan initiatief en vleierij toedichtte. De oppositie hield Tiberius in zijn eerste jaren nauwlettend in het oog.

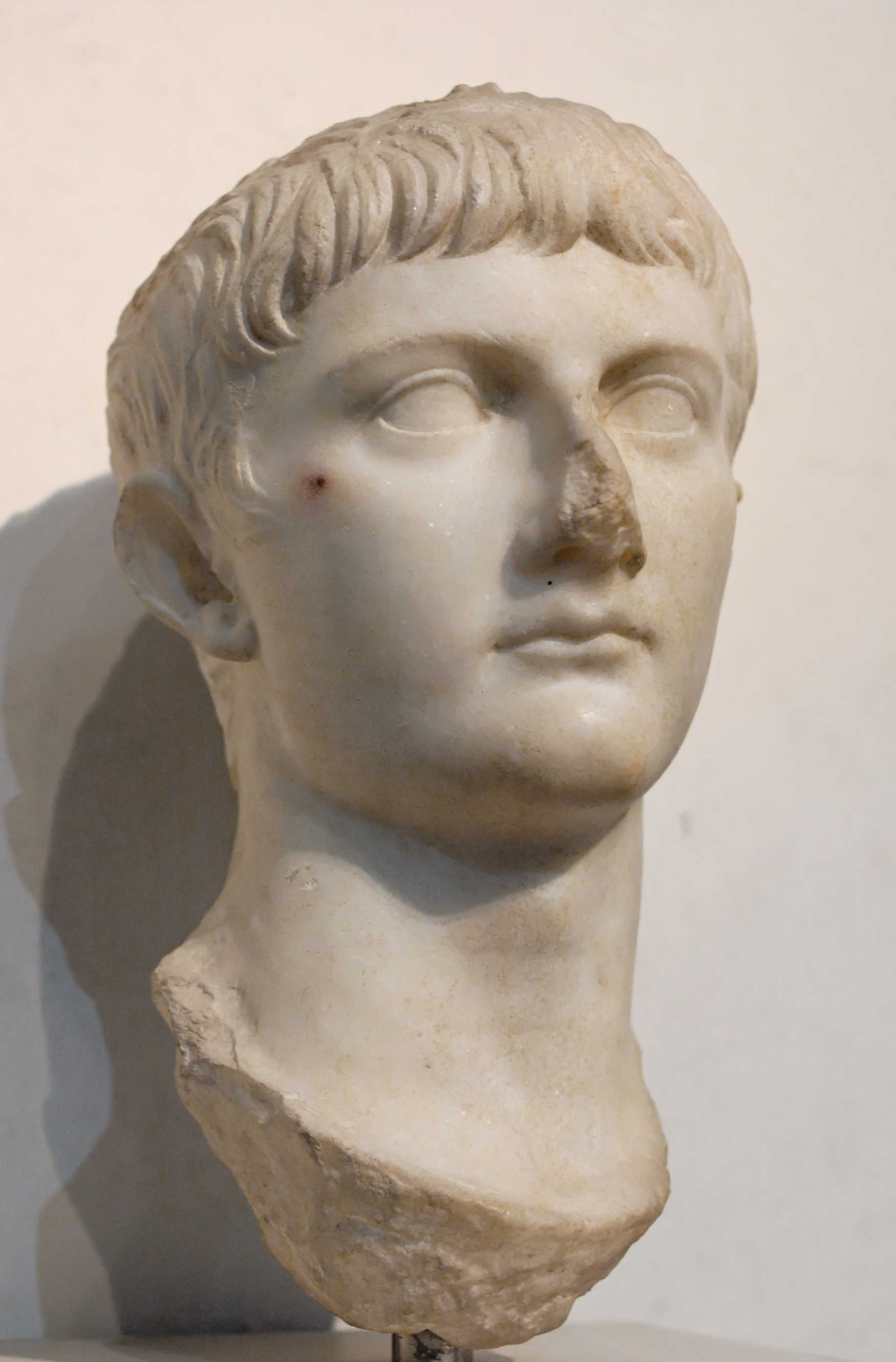
Germanicus Julius Caesar (Palazzo Massimo alle Terme).
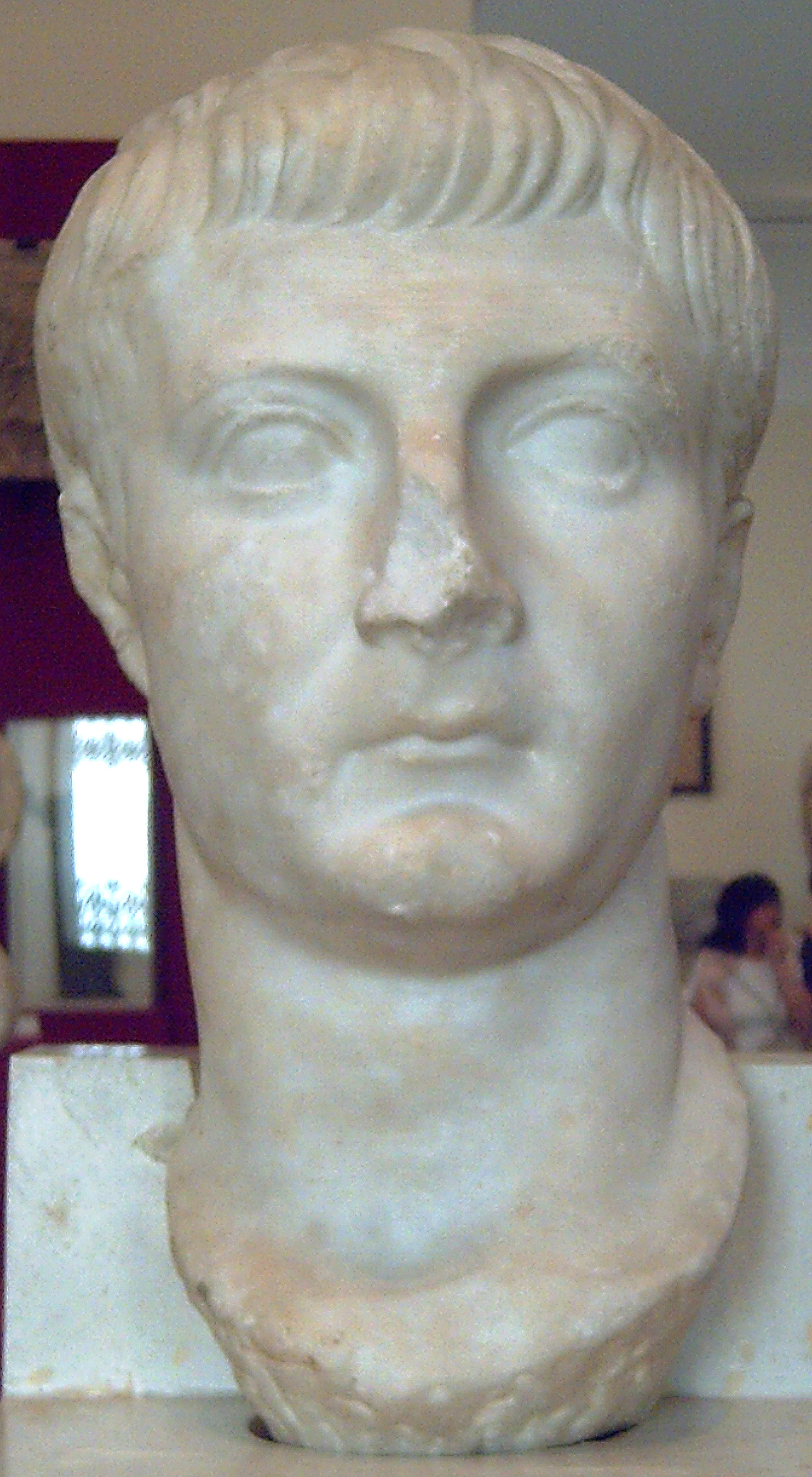
Drusus Julius Caesar (Museo Arqueológico Nacional (Madrid)).

Germanicus en Drusus
Hoewel men lange tijd gedacht heeft dat hij Germanicus Julius Caesar begunstigde, meent men nu dat Tiberius altijd angstvallig getracht heeft elke vorm van favoritisme te vermijden. Hij trachtte aan elk van hen evenveel verantwoordelijkheid te geven. Het probleem was echter dat Germanicus meer talent voor militaire zaken had dan zijn adoptiebroer Drusus minor, terwijl deze meer geïnteresseerd was in bestuurlijke taken.

### Tiberius' tweede ballingschap

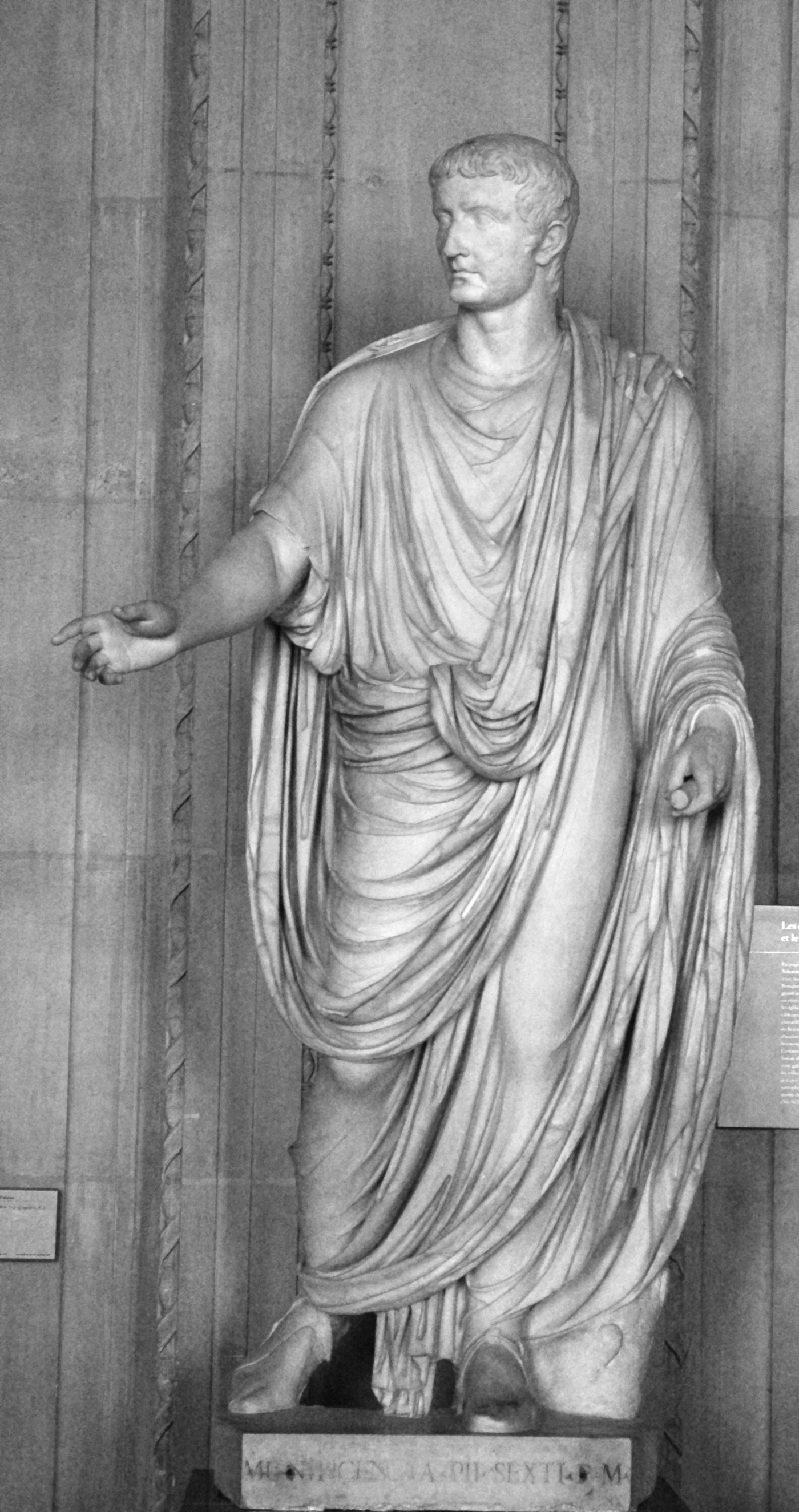
Beeld van Tiberius als redenaar uit Capri (Louvre, Ma 1248)

In het jaar 27 trok de keizer zich op Capri terug, een klein eiland voor de kust van Napels. Volgens Cassius Dio was dit omwille van Livia's inmenging in staatszaken.
Seianus' opkomst en val
Moe van de vleierij en het geharrewar in de senaat, gaf hij veel vrijheid aan zijn praefectus praetorio (prefect van de pretoriaanse garde) en vriend Lucius Aelius Seianus. Deze Lucius Aelius Seianus was de zoon van Lucius Seius Strabo, die samen met zijn zoon praefectus praetorio was onder Augustus. Maar in 15 n.Chr. kwam Lucius Seius Strabo te sterven en liet hierdoor zijn zoon Seianus als enige achter aan het hoofd van de pretorianen. Dit was een gevaarlijke situatie, want de pretorianen waren de enige militaire eenheid in Rome. Maar Tiberius wantrouwde Seianus niet, daar deze zijn rechterhand was geworden, nadat hij hem had gered toen een kunstmatige grot waarin hij stond instortte. Hij liet zelfs toe dat de pretorianen in één kamp werden ondergebracht. Zo groot was het vertrouwen van Tiberius in deze man.
Maar Seianus was ambitieus. Hij vergiftigde onder andere Tiberius' zoon Drusus Julius Caesar (23 n.Chr.) en hitste Tiberius op tegen de familie van Germanicus, de zoon van zijn broer Nero Claudius Drusus en Tiberius' adoptiefzoon. Hij hoopte op deze manier zelf als erfgenaam naar voren te kunnen treden. Vanaf 27 n.Chr. trok keizer Tiberius zich terug in zijn Villa Jovis op het eiland Capri.
Tiberius kreeg dankzij Antonia minor echter weet van Seianus' plannen en greep in 31 in. Hij roeide iedere medestander van Seianus uit en bracht deze laatste ter dood. Hij stelde Quintus Naevius Sutorius Macro aan als nieuwe praefectus praetorio, maar deze maakte haast evenveel misbruik van het vertrouwen dat Tiberius hem had geschonken.

### Einde van Tiberius' regering
Tiberius, die door het verraad van zijn vriend Seianus zwaar getroffen was, liet nu geen enkele gelegenheid ongebruikt om tegenstanders uit te schakelen. Hij klaagde hen aan - hoewel vaak ook Macro op zijn eentje handelde - voor majesteitsschennis. Daar de omschrijving van deze misdaad zeer onduidelijk was, kon een interpretatie zeer ver gaan. Tiberius weigerde intussen een opvolger aan te duiden, want hij was er vast van overtuigd dat deze dan niet lang meer te leven had.

#### Macro's opkomst
Macro was de man die Seianus ten val bracht, wat ook de reden voor zijn eigen opkomst was. Hij zou al snel vrienden worden met Gaius Caligula en overtuigde deze ervan dat het tijd geworden was om de macht over te nemen. Als nieuwe praefectus praetorio kon hij gemakkelijk Caligula steunen in zijn machtsgreep en kon hier zelf ook van profiteren en Tiberius schijnt zich hiervan bewust te zijn geweest, daar hij tegen Macro zei: « (Het is) inderdaad goed de ondergaande (zon) te verlaten om je naar de opkomende te haasten. »

### Tiberius' dood
Tiberius stierf op 16 maart 37 te Misenum. Volgens een gerucht werd hij op zijn ziekbed door Macro, de commandant van de keizerlijke lijfwacht, vermoord met behulp van een kussen, zodat hij snel kon worden opgevolgd door Caligula. Andere bronnen menen dat het evengoed mogelijk is dat Tiberius een natuurlijke dood stierf.

## Gaius Caligula en Tiberius Gemellus: Tiberius' opvolging
Na deze en andere moorden en intriges in de familie van keizer Tiberius bleef alleen Gaius (Caligula), een neef van Tiberius, die tevens door hem geadopteerd was, en zijn kleinzoon Tiberius Gemellus over als troonopvolgers. Tiberius Gemellus was echter te jong om Tiberius direct op te volgen. Tiberius die erg bedreven was in voorspellingen, voorzag dat Caligula hem sowieso ging opvolgen, ook al had hij hier geen goed oog op. Hij drukte Caligula op het hart te zorgen voor zijn kleinzoon.
Tiberius' testament liet het imperium na in handen van Gaius Caligula, samen met zijn jongere (adoptie)broer Tiberius Gemellus. Caligula was echter niet van plan deze laatste wens van Tiberius te respecteren en kort na zijn machtsovername zou hij Tiberius Gemellus - zijn adoptiebroer nota bene - uitschakelen.
| \| Naam \| Lot \| Jaar \| \| Germanicus \| vermoord \| 19 \| \| Drusus Claudius Nero \| vermoord \| 23 \| \| Germanicus Gemellus \| sterft als kleuter \| 24 \| \| Nero Julius Caesar \| verbannen \| 30 \| \| Lucius Aelius Seianus \| geëxecuteerd \| 31 \| \| Drusus Julius Caesar \| vermoord \| 33 \| \| Tiberius Gemellus \| geëxecuteerd \| 37 \| \| Tiberius Claudius Drusus \| ongeschikt bevonden \| princeps in 41 \| \| Gaius Julius Caesar Germanicus Caligula \| te jong \| princeps in 37 \| |                     |                |
| Naam | Lot                 | Jaar           |
| Germanicus | vermoord            | 19             |
| Drusus Claudius Nero | vermoord            | 23             |
| Germanicus Gemellus | sterft als kleuter  | 24             |
| Nero Julius Caesar | verbannen           | 30             |
| Lucius Aelius Seianus | geëxecuteerd        | 31             |
| Drusus Julius Caesar | vermoord            | 33             |
| Tiberius Gemellus | geëxecuteerd        | 37             |
| Tiberius Claudius Drusus | ongeschikt bevonden | princeps in 41 |
| Gaius Julius Caesar Germanicus Caligula | te jong             | princeps in 37 |

## Beoordeling van Tiberius' regering

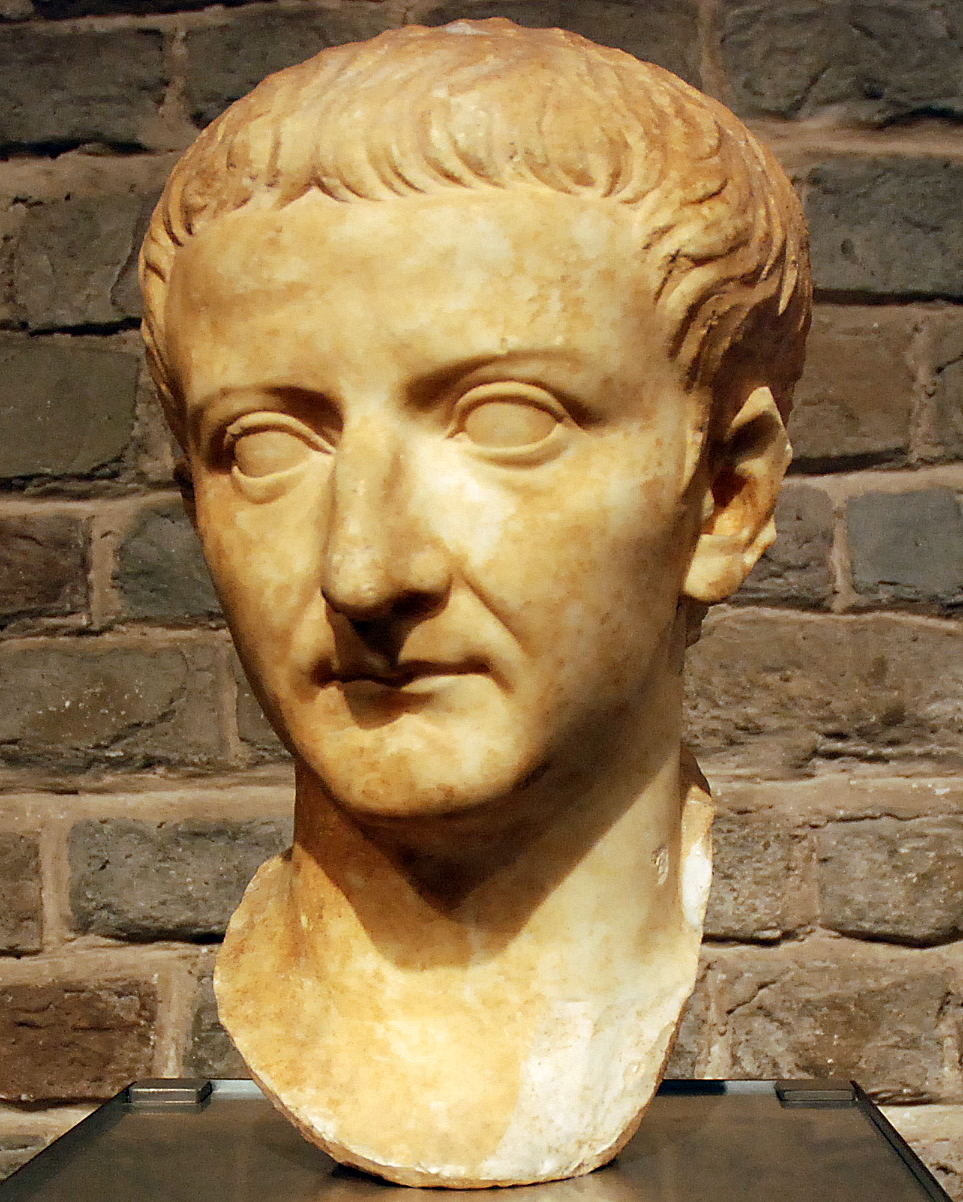
Tiberius in het Romeins-Germaans museum te Keulen

Tiberius zette in grote lijnen de politiek van Augustus voort. Zijn regering was degelijk, maar niet populair. Bovendien had hij gedurende zijn hele regering te maken met een republikeinse oppositie, die onder zijn opvolgers volledig zou worden uitgeroeid. Anderzijds kon hij deze oppositie niet te hard aanpakken, omdat hij anders geen bekwame mensen meer over had om hem te helpen in het bestuur van het rijk. Onder het tweede triumviraat was er immers al lelijk huisgehouden onder de Romeinse ambtsadel, waardoor het aantal capabele mannen sterk was uitgedund. Hij liet een overvolle schatkist na.
Tacitus beweerde dat Augustus bewust de meest geschikte opvolger voor zichzelf koos, namelijk Caligula, om zijn eigen goedheid in de ogen van het nageslacht te benadrukken. De historicus Suetonius beoordeelt Tiberius evenwichtiger en is van mening dat Augustus Tiberius waardeerde ondanks zijn tekortkomingen.

## Voetnoten
1. ↑  Tiberius poogde de titel Augustus voor zowel hem als Livia te ontlopen, maar slaagde er niet in. Hij gebruikte deze titel echter enkel in officiële documenten en brieven.
2. ↑  Plinius maior, Naturalis Historia XXVIII 5.2.
3. ↑  Suet., Tib. 5.
4. ↑  R.P. Hinks, A Portrait of Tiberius, in JRS 23 (1933), pp. 34-35.
5. ↑  Suet., Tib. 6.1-3.
6. ↑  Suet., Tib. 57.1.
7. ↑  Suet., Tib. 7.1.
8. ↑  Suet., Tib. 6.3. C.J. Simpson, Tiberius' adoption by M. Gallius and the elder Drusus' change in praenomen, in LCM [Liverpool Classical Monthly] 18 (1993), pp. 154-155.
9. ↑  Suet., Tib. 6.4.
10. ↑  Vell. Pat., II 94.1, Cass. Dio, LIII 28.3-4.
11. ↑  Tac., Ann. II 3.2, Suet., Tib. 9.1.
12. ↑  I 12.
13. ↑  20 v.Chr. is gesuggereerd als mogelijk jaar, maar Tiberius had een opdracht gekregen van zijn stiefvader Augustus in dat jaar, waardoor het waarschijnlijk lijkt dat dit huwelijk in 19 v.Chr. plaats had.
14. ↑  Corn. Nep., Atticus 19.4. R. Syme, The Roman Revolution, Oxford, 1939, p. 345.
15. 1 2  Suet., Tib. 7.2.
16. ↑  Carm. IV 4, 14.
17. ↑  Voor de discussie over Drusus' geboortejaar zie B. Levick, Drusus Caesar and the Adoptions of AD 4, in Latomus 25 (1966), pp. 227 - 244.
18. ↑  Suet., Aug. 63.2, Tib. 7.2-3, Cass. Dio, LIV 31.2.
19. ↑  Suet., Aug. 63.2, Tac., Ann. IV 39.3.
20. ↑  Suet., Tib. 9.2, Cass. Dio, LIV 29.1.
21. ↑  Fact. et Dict. Mem. V 5.3.
22. ↑  Suet., Tiberius 17.2.
23. ↑  Cass. Dio, LV 8.1.
24. ↑  Suet., Tib. 9.3, Cass. Dio, LV 9.4.
25. ↑  Suet., Tib. 7.3.
26. ↑  Suet., Tib. 7.2-3.
27. ↑  Cass. Dio, LV 9.5-8. Vgl. Suet., Tib. 11.5.
28. 1 2  Suet., Tib. 10.2.
29. ↑  Vell. Pat., II 100, Suet., Tib. 11.4, Cass. Dio, LV 9.11-16. Cf. Seneca, De Benef. VI 32, Plin. maior, Nat. Hist. VII 149, Tac., Ann. III 24.3, Suet., Aug. 64.
30. ↑  Het festival moest ervoor zorgen dat het gewone volk zich betrokken voelde bij de dubbele adoptie en in het bijzonder die van Tiberius, die uit een patricische familie kwam (R. Syme, History in Ovid, Oxford, 1978, p. 33.). Volgens Velleius Paterculus (Vell. Pat, II 103.3.) vond de adoptie echter plaats op 27 juni, maar dit lijkt minder waarschijnlijk. In verband met Tiberius' adoptie, zie onder andere ook B. Levick, Drusus Caesar and the Adoptions of AD 4, in Latomus 25 (1966), pp. 227 - 244; M.A. Nickbakht, Tiberius’ Adoption durch Augustus: rei publicae causa? (Vell. Pat. 2,104,1), in Göttinger Forum für Altertumswissenschaft 1 (1998), pp. 112-116.
31. ↑  Vell. Pat, II 103.3., Cass. Dio, LV 13.2 (1a) (voor tien jaar); Suet., Tib. 16.1 (voor vijf jaar). Vgl. Tac., Ann. I 3.3, 10.7 (mogelijk ook een indicatie dat het om vijf jaar gaat i.p.v. tien). Zie B. Levick, Tiberius the Politician, Londen - New York, 1999², p. 33 (n. 6).
32. ↑  Vell. Pat., II 104.2, Suet., Tib. 16.1, Cass. Dio, LV 13.2 (1a). B. Levick, Tiberius the Politician, Londen - New York, 1999², p. 33 (n. 6, P.M. Swan (comm.), The Augustan Succession: An Historical Commentary on Cassius Dio’s Roman History Books 55-56 (9 B.C.–A.D. 14), Oxford, 2004, p. 142.
33. ↑  Vell. Pat., II 104.3.
34. ↑  Vell., II 105, Cass. Dio, LV 28.5.
35. ↑  Vell. Pat., II 106.2-3.
36. ↑  Vell. Pat., II 107.1-2.
37. ↑  Vell. Pat., II 108.1.
38. ↑  Tac., Ann. II 46.2, vgl. Vell. Pat., II 110.1-2.
39. ↑  Tac., Ann. II 46.2, vgl. Cass. Dio, LV 28.6-7.
40. ↑  Suet., Tib. 16.1. Cass. Dio, LV 29-31.
41. ↑  Vell. Pat., II 123, Suet., Tib. 21.1, Tac., Ann. I 5.3, Cass. Dio, LVI 31.1.
42. ↑  K. Wellesley, The Dies Imperii of Tiberius, in JRS 57 (1967), pp. 23-30 L. du Toit, The Senatorial debate on 17th September A.D. 14 and Drusus’ journey to Pannonia, in AClass 23 (1980), pp. 130-133, J.R. Rea (ed. trad. annot.), The Oxyrhynchus Papyri, LV, Londen, 1988, ad P.Oxy. 3806.15 (werpt een licht op de zaak vanuit een Egyptisch oogpunt).
43. ↑  Tac., Ann. I 11-13.
44. ↑  Tac., Ann. I 16, 31-32.
45. ↑  Tac., Ann. III 65.3.
46. ↑  Zie B. Levick, Drusus Caesar and the Adoptions of AD 4, in Latomus 25 (1966), pp. 227 - 244.
47. ↑  LVII 12.6, cf. Tac., Ann. IV 57.3.
48. ↑  In verband met de dood van Germanicus moet er gewezen worden op de inscriptie Senatus Consultum de Cn. Pisone patre.
49. ↑  Cass. Dio, LVIII 9-11, LXV 14.1-2; Flav. Jos., Ant. Jud. XVIII 181-182.
50. ↑  Bingham oppert de mogelijkheid dat de ambtswisseling al eerder plaatsvond, namelijk toen Seianus consul werd (S.J. Bingham, The praetorian guard in the political and social life of Julio-Claudian Rome, diss. University of British Columbia, 1997, p. 58.).
51. ↑  Tacitus, Annales VI 45.3, cf. Suet., Caligula 12.2.
52. ↑  Cassius Dio, LVIII 28.4.
53. ↑  Tac., Ann. VI 50.4.
54. ↑  Tac., Ann. VI 50.5, cf. Cass. Dio, LVIII 28, Suet., Tib. 73.2.
55. ↑  Philo, leg. ad Gaium IV 25, Flav. Jos., Ant. Iud. XVIII 224, Suet., Tib. 73.1.
56. ↑  Suet., Tib. 76.

## Antieke bronnen
- Ovidius, Fasti.
- Velleius Paterculus, Historia Romana.
- Valerius Maximus, Facta et dicta memorabilia.
- Philo van Alexandrië.
- Flavius Josephus.
- Suetonius, De Vita Caesarum.
- Tacitus, Ab excessu divi Augusti.
- Cassius Dio, ῾Ρομαικη ῾Ιστορια.